# Николај Сологубов
Николај Михајлович Сологубов (рус. Николай Михайлович Сологубов; Москва, 8. август 1924 — Москва, 30. децембар 1988) био је совјетских и руских хокејаш на леду, касније и хокејашки тренер и члан репрезентације Совјетског Савеза са којом је освојио титуле светског првака и олимпијског победника. Играо је на позицији одбрамбеног играча.
Године 1956. додељено му је почасно признање Заслужни масјтор спорта Совјетског Савеза. Добитник је и неколико највиших државних признања. Носио је заставу Совјетског Савеза на церемониј отварања Зимских олимпијских игара 1960. у Скво Валију.